# Lagochile sparsa
Lagochile sparsa är en skalbaggsart som beskrevs av Friedrich Ohaus 1903. 
Lagochile sparsa ingår i släktet Lagochile och familjen Rutelidae.

## Underarter
Arten delas in i följande underarter:
- L. s. littoralis
- L. s. subandina